# Hercule Poirotprijs
Hercule Poirotprijs — corocznie przyznawana belgijska nagroda literacka za najlepszą niderlandzkojęzyczną powieść kryminalną. Nazwa wywodzi się z nazwiska detektywa belgijskiego pochodzenia, postaci cyklu powieści Agathy Christie, Herkulesa Poirota. Z nagrodą jest związana suma pieniędzy: w 2004 roku było to 1500 €, w 2007 5000 €. Po raz pierwszy przyznano je w Blankenberge. Od 2010 roku przyznawane są na nowym festiwalu — Poirot in Bruges - Knack Thrillerfestival, który odbywa się w Stadsschouwburg w Brugii. Od 2016 roku przyznawana jest również nagroda Herkulesa Poirota za debiut. W 2018 nagrodę tej kategorii otrzymała polska pisarka Maja Wolny za powieść Księgobójca (De Boekenmoordenaar).

## Laureaci
- 2011 - Rudy Soetewey za Getuigen
- 2010 - Patrick De Bruyn za Dodelijk verlangen
- 2009 - Guido Eekhaut za Absint
- 2008 - Luc Deflo za Pitbull
- 2007 - Bob Van Laerhoven za De Wraak van Baudelaire
- 2006 - Herman Portocarero za New Yorkse nachten
- 2005 - Johanna Spaey za Dood van een soldaat
- 2004 - Mieke de Loof za Duivels Offer
- 2003 - Jonathan Sonnst za Razborka
- 2002 - Stan Lauryssens za Zwarte Sneeuw
- 2001 - Pieter Aspe za Zoenoffer
- 2000 - Piet Teigeler za De zwarte dood
- 1999 - Jef Geeraerts za De PG
- 1998 - Staf Schoeters za De schaduw van de Adelaar

## Hercule Poirot Oeuvreprijs
Hercule Poirot Oeuvreprijs jest nagrodą Herkulesa Poirota za całokształt twórczości. 31 października 2007 otrzymał ją Jef Geeraerts jako nagrodę za kilka powieści kryminalnych. 18 czerwca 2010 otrzymał ją Pieter Aspe.

## Nominowani
2011
- Roger Schoemans za Bastille
- Ludo Schildermans za Getekend
- Bram Dehouck za Een Zomer Zonder Slaap
- Rudy Soetewey za Getuigen

2010
- Patrick De Bruyn za Dodelijk verlangen
- Mieke de Loof za Wrede Schoonheid
- Bavo Dhooge za Sioux Blues
- Kisling & Verhuyck za De duim van Alva
- Bob Van Laerhoven za Terug naar Hiroshima

2009
- Guido Eekhaut za Absint
- Nellie Mandel za Rode Aarde
- Ludo Schildermans za Het pigment
- Rudy Soetewey za Vrienden
- Lydia Verbeeck za Verzegeld

2008
- Deflo za Pitbull
- Toni Coppers za Niets is ooit
- Kisling & Verhuyck za Kwelgeest
- Jan Lampo za De engel met de zaag
- Joris Tulkens za De Shatila-erfenis

2007
- Bob van Laerhoven za De wraak van Baudelaire
- Patrick De Bruyn za Verliefd
- Roger H. Schoemans za Knapenmelk
- Rudy Soetewey za Moord
- Lydia Verbeeck za Toevluchtsoord

2006
- Herman Portocarero za New Yorkse nachten
- Pieter Aspe za Alibi
- Patrick De Bruyn za Verdoemd
- Deflo za Ademloos
- Mieke de Loof za Het labyrint van de waan

2005
- Johanna Spaey za Dood van een soldaat
- Bob Van Laerhoven za De vinger van God
- Stan Lauryssens za Doder dan dood
- Roger H. Schoemans za Zwarte suiker
- Jos Pierreux za De overvallers die met z'n drieën waren

2004
- Mieke de Loof za Duivels offer
- Patrick De Bruyn za Verminkt
- Ann Van Loock i Marc Sluszny za Code zwart
- Jos Pierreux za De dode die met z'n tweeën was
- Staf Schoeters za Belegerde stad

2003
- Jonathan Sonnst za Razborka
- Pieter Aspe za 13
- Deflo za Sluipend gif
- Joris Tulkens za Dodelijk vuur
- Piet Teigeler za Dodenakker

2002
- Stan Lauryssens za Zwarte sneeuw
- Pieter Aspe za De vijfde macht
- Gaston van Camp za De zaak Myrtion
- Patrick Conrad za De aap van God
- Piet Teigeler za Het dwaalspoor

2001
- Pieter Aspe za Zoenoffer
- Bob Mendes za Bloedrecht
- Rudy Soetewey za Inbraak
- Bob Van Laerhoven za Djinn

2000
- Piet Teigeler za De zwarte dood
- Pieter Aspe za Blauw bloed
- Patrick De Bruyn za De indringer
- Joris Tulkens za De dode danseres

1999
- Jef Geeraerts za De PG
- Pieter Aspe za Het Dreyse-incident
- Deflo za Naakte zielen

1998
- Staf Schoeters za De schaduw van de adelaar
- Pieter Aspe za De vierde gestalte
- Patrick Conrad za Luwte
- Weduwe Oppermans za Gevallen stad